# الیزا تیلور
الیزا تیلور (به انگلیسی: Eliza Taylor؛ زادهٔ ۲۴ اکتبر ۱۹۸۹) یک هنرپیشه اهل استرالیا است. وی از سال ۲۰۰۲ میلادی تاکنون مشغول فعالیت می‌باشد. او بیشتر برای ایفای نقش جانا در مجموعه تلویزیونی همسایه‌ها و کلارک گریفین در مجموعه تلویزیونی ۱۰۰ نفر شناخته می‌شود.

## اوایل زندگی
تیلور در ملبورن متولد شد و دارای دو خواهر و یک برادر است. مادر او یک نویسنده و طراح گرافیک است و پدر ناتنی او یک استندآپ کمدین بود ، در حالی که پدر بیولوژیک او قبلاً در اطراف ملبورن کافه داشت. تیلور می خواست یک زیست شناس دریایی در حال پیشرفت باشد.

در سال ۲۰۱۷ ، تیلور و دوست دیرینش کلر ویندم ، یک مدرسه ابتدایی غیرانتفاعی را در Ko Tao ، تایلند راه اندازی کردند .

## زندگی شخصی

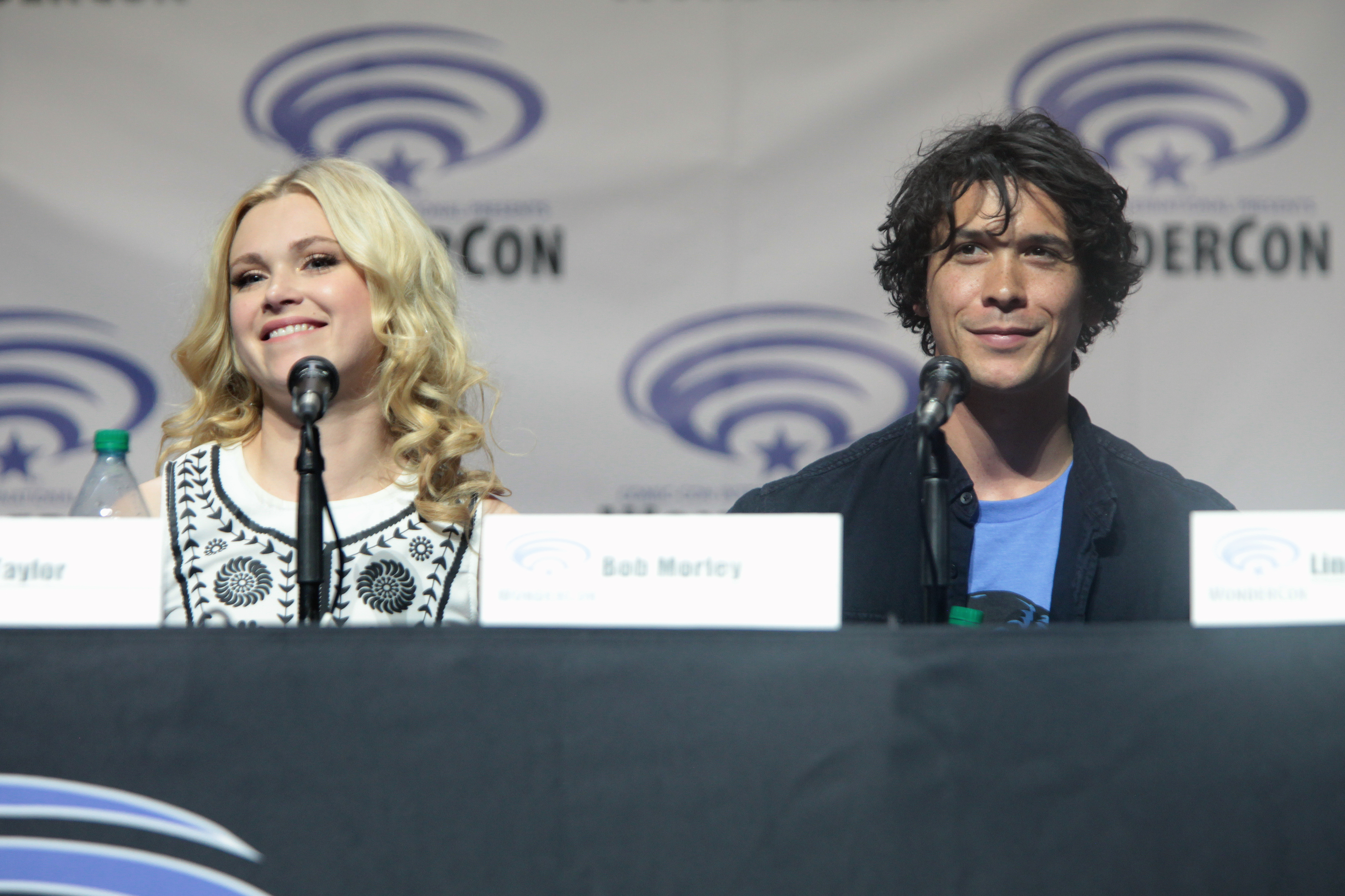
الیزا تیلور در کنار باب مورلی

در ۷ ژوئن ۲۰۱۹ ، تیلور در توئیتر اعلام کرد که او و باب مورلی ستاره همبازی او در صد نفر ازدواج کرده اند. 
در ابتدا قرار بود تیلور و مورلی اپیزودهای فصل هفتم و آخر سریال صد نفر را کارگردانی کنند . با این حال ، تیلور بعداً گفت که به دلیل رنج بردن از سقط جنین ، قادر به کارگردانی اپیزود خود در آن فصل نبود . 
در فوریه ۲۰۲۲، تیلور و مورلی از طریق اینستاگرام اعلام کردند که در انتظار اولین فرزند مشترک خود هستند.  در ۱۹ مارس ۲۰۲۲، تیلور اعلام کرد که اولین فرزند خود را که یک پسر است را به دنیا آورده است. 

## فیلم‌شناسی

### سینما
| سال  | نام         | نقش          | یادداشت |
| ---- | ----------- | ------------ | ------- |
| ۲۰۱۳ | پاتریک      | پرستار       |         |
| ۲۰۱۴ | مرد نوامبر  | سارا         |         |
| ۲۰۱۷ | تامپر       | کت           |         |
| ۲۰۱۷ | وارث کریسمس | الن لانگفورد |         |

### تلویزیون
| سال       | نام                | نقش          | یادداشت |
| --------- | ------------------ | ------------ | --- |
| ۲۰۰۳      | جزیره دزدان دریایی | سارا ردینگ   | |
| ۲۰۰۳      | همسایه‌ها           | جاکینتا      | حضور در ۲ قسمت |
| ۲۰۰۵-۲۰۰۸ | همسایه‌ها           | جانا         | حضور در ۱۶۶ قسمت |
| ۲۰۰۹      | پرستاران           | کارلی        | |
| ۲۰۱۰      | دایره جنایی        | ملیسا        | |
| ۲۰۱۰      | برنده‌ها و بازنده‌ها | بریجت        | |
| ۲۰۱۳      | نیکیتا             | گزارشگر      | |
| ۲۰۱۴-۲۰۲۰ | ۱۰۰ نفر            | کلارک گریفین | نامزد جوایز برگزیده نوجوانان برای بهترین بازیگر زن سریال های علمی–تخیلی سال ۲۰۱۵ نامزد جوایز برگزیده نوجوانان برای بهترین بازیگر زن سریال های علمی–تخیلی سال ۲۰۱۶ نامزد جوایز برگزیده نوجوانان بهترین رابطه (مشترک با بابی مورلی) سال ۲۰۱۶ نامزد جوایز برگزیده نوجوانان برای بهترین بازیگر زن سریال های علمی–تخیلی سال ۲۰۱۷ نامزد جوایز برگزیده نوجوانان برای بهترین بازیگر زن سریال های علمی–تخیلی سال ۲۰۱۸ |

### تئاتر
| سال       | نام       | نقش      | یادداشت |
| --------- | --------- | -------- | ------- |
| ۲۰۰۷-۲۰۰۸ | سفید برفی | سفیدبرفی |         |